# Wolfgang Amadeus Phoenix
Wolfgang Amadeus Phoenix é o quarto álbum de estúdio do grupo francês de indie rock Phoenix, foi lançado em 25 de maio de 2009, pela V2 Records..
Neste álbum o grupo começa a utilizar sintetizadores, somando ao estilo do alternativo influencias do synthpop europeu..
| Críticas profissionais                                                      | Críticas profissionais |
| Avaliações da crítica                                                       | Avaliações da crítica  |
| Fonte                                                                       | Avaliação              |
| --------------------------------------------------------------------------- | ---------------------- |
| Allmusic                                                                    | [ 2 ]                  |
| Esta tabela precisa de ser acompanhada por texto em prosa. Consulte o guia. |                        |

## Faixas
1. "Lisztomania" - 4:01
2. "1901" - 3:13
3. "Fences" - 3:43
4. "Love Like a Sunset (Part I)"
5. "Love Like a Sunset (Part II)"
6. "Lasso" - 2:47
7. "Rome" - 4:37
8. "Countdown" - 3:55
9. "Girlfriend" - 3:24
10. "Armistice" - 3:04